# Vladimir Todorović
Vladimir Todorović (Skoplje, Republika Makedonija 7. siječnja, 1957.), dipl. ing. građevinarstva, poslovni čovjek, makedonski javni djelatnik i dobrotvor.

## Životopis
Vladimir Todorović u Skoplju završava osnovno obrazovanje te srednju školu u Građevinskom školskom centru “Zdravko Cvetkovski” (1976.), a na građevinskom fakultetu skopskog Univerziteta “Sveti Kiril i Metodij” diplomira 1983. Nakon diplome do 1990. godine radi u Projektantskom birou “Hidroelektroprojekta” u Skoplju gdje se kao stručnjak iskazao sudjelujući u projektiranju značajnih glavnih projekata poput hidroelektrana Kozjak, Boškov Most, Lukovopole i dr.
Od 1990. godine ulazi u svijet biznisa, utemeljivši vlastitu tvrtku koja ubrzo postaje jedna od najsupješnijih makedonskih kompanija s vodećim lancem od 35 marketa diljem Makedonije i s gotovo 1.000 zaposlenih, za što mu je dodijeljena i prestižna makedonska republička Nagrada za društveno najodgovorniju kompaniju u državi.
Godine 2009. izabran je za gradonačelnika Općine Centar - Skopje, najveće makedonske općine na čijem se čelu nalazi i danas.
Vladimir Todorović bio je predsjednik Trgovačke komore Makedonije od 2005. do 2007., a sada je član Upravnog odbora Saveza gospodarskih komora Makedonije. Član je Rotary kluba Skoplje čiji je predsjednik bio tijekom 2005./2006. godine. Na svečanosti obilježavanja 100-te obljetnice Rotarijanstva u svijetu, održanoj u Chicagu, bio je jedini predstavnik iz Republike Makedonije. Puno je učinio i na polju razvoja sporta u Makedoniji, osobno investirajući u skopski rukometni klub “Prolet”.
Na tragu nastojanja da se što snažnije istakne osebujno makedonsko kulturno-povijesno nasljeđe, nezaobilazan je i veliki Todorovićev angažman u osmišljavanju i realizaciji novoga središta glavnoga makedonskog grada Skoplja i njegova obogaćivanja kompleksom vrijednih monumentalnih spomenika posvećenih makedonskim povijesnim osobama i pojavama.
U društvenim krugovima i široj javnosti, premda osobno skroman i gotovo samozatajan, Vladimir Todorović poznat je i po svojem čovjekoljublju i spremnosti da izravno pomaže onima kojima je pomoć potrebna, bez obzira na razlike. Njegov neskriveni plemeniti uzor u tom smislu je sveta Majka Tereza, rodom iz Skoplja, čiji je reprezentativni brončani kip osobno donirao gradu Puli 2010. godine; kip je postavljen kraj pulske crkve Gospe od Mora. 
Za osobite zasluge u afirmaciji i razvijanju jezika prihvaćanja različitosti, razumijevanja i suživota među narodima Makedonski kulturni forum iz Pule dodijelio je Vladimiru Todoroviću međunarodno društveno piznanje “Povelju suživota” za 2011. godinu.